# Joueurs emblématiques du Stade toulousain
Pour un article plus général, voir Stade toulousain.
 (avril 2013).
Si vous disposez d'ouvrages ou d'articles de référence ou si vous connaissez des sites web de qualité traitant du thème abordé ici, merci de compléter l'article en donnant les références utiles à sa vérifiabilité et en les liant à la section « Notes et références ».
 (avril 2013).
 (août 2013).
- Si vous ne connaissez pas le sujet, laissez ce bandeau (vous pouvez alors contacter les auteurs).
- Si vous supprimez le contenu mis en cause (vous pouvez préalablement contacter les auteurs),

argumentez précisément cette suppression dans la page de discussion
(un manque de référence n'est pas un argument ; une recherche réelle de référence doit avoir été effectuée, être formellement documentée).
Le Stade toulousain, du fait de son palmarès exceptionnel, compte de nombreux joueurs emblématiques récompensés individuellement, champions de France, champions d'Europe et/ou sélectionnés en équipe de France, un record pour un club français.

## Les joueurs ayant reçu des récompenses individuelles diverses
- Pierre Villepreux : Introduit au Temple de la renommée World Rugby en 2018 ;
- Jean-Pierre Rives : Meilleur joueur français en 1977, 1979 et 1981, Introduit au Temple de la renommée World Rugby en 2015 ;
- Émile Ntamack : Oscar du meilleur joueur français de l'année pour Midi olympique en 1995 ;
- Thomas Castaignède : Oscar du meilleur joueur du championnat de France en 1996 ;
- Fabien Pelous : Meilleur joueur français de l'année pour France 2 en 1999, Oscar du meilleur joueur du championnat de France en 1999 et 2004, Introduit au Temple de la renommée World Rugby en 2017 ;
- Yannick Jauzion : Meilleur joueur international de l'année en 2004 (1re Nuit du rugby), meilleur joueur international et meilleur joueur du Top 16 de l'année en 2005 (2e Nuit du rugby), Oscar du meilleur joueur du championnat de France en 2005 ;
- Florian Fritz : Révélation de l'année 2005 (2e Nuit du rugby), meilleur joueur international en 2006 (3e Nuit du rugby) ;
- Byron Kelleher : Meilleur joueur du Top 14 pour la saison 2007-2008 (5e Nuit du rugby) ;
- Maxime Médard : Révélation de la saison 2007-2008 (5e Nuit du rugby) ;
- Thierry Dusautoir : Meilleur joueur international en 2009 (6e Nuit du rugby), meilleur joueur mondial de l'année 2011 par l'IRB, Oscar du meilleur joueur mondial en 2011, Oscar du meilleur joueur du championnat de France en 2012, Introduit au Temple de la renommée World Rugby en 2023 ;
- Vincent Clerc : meilleur marqueur d'essai en championnat de France, Oscar du meilleur joueur du championnat de France en 2011 ;
- Jean-Marc Doussain : Révélation de la saison 2010-2011 (8e Nuit du rugby) ;
- Gaël Fickou : Révélation de la saison 2012-2013 (10e Nuit du rugby) ;
- Yoann Huget : Meilleur joueur français international en 2015 (12e Nuit du rugby) ;
- Romain Ntamack : Révélation World Rugby de l'année lors des Prix World Rugby 2019 ;
- Cheslin Kolbe : Meilleur joueur du Top 14 pour la saison 2018-2019 (16e Nuit du rugby) et Oscar du meilleur joueur du monde de l'année pour Midi olympique en 2019 ;
- Antoine Dupont : Oscar du meilleur joueur du championnat de France en 2019, 2020, 2021, 2022 et 2024[1], meilleur joueur du tournoi des Six Nations en 2020[2], 2022[3] et 2023[4], prix EPCR du joueur européen de l'année 2021[5], meilleur joueur du Top 14 pour les saisons 2020-2021 (17e Nuit du rugby), 2022-2023 (19e Nuit du rugby), 2023-2024 (20e Nuit du rugby), meilleur joueur international français en 2020-2021 (17e Nuit du rugby), en 2021-2022 (18e Nuit du rugby), en 2022-2023 (19e Nuit du rugby), en 2023-2024 (20e Nuit du rugby), oscar du meilleur joueur mondial en 2021, 2022, 2023 et 2024[1], et Meilleur joueur du monde World Rugby 2021 ;
- Cyril Baille : Oscar du meilleur joueur européen en 2021.
- Jack Willis : Oscar du meilleur joueur européen en 2024[1].

## Palmarès

### Champions de France
- Sept fois : Hugues Miorin et Jérôme Cazalbou ;
- Six fois : Christian Califano, Franck Belot, Claude Portolan, Émile Ntamack et Didier Lacroix ;
- Cinq fois : François Borde, Albert Cigagna, Gabriel Serres, Maxime Médard, David Ainu'u, Dorian Aldegheri, Cyril Baille, Rodrigue Neti, Julien Marchand, Peato Mauvaka, Richie Arnold, François Cros, Alban Placines, Antoine Dupont, Romain Ntamack, Pita Ahki, Matthis Lebel et Thomas Ramos.

### Champions d'Europe
- Trois fois : Émile Ntamack, Clément Poitrenaud, Frédéric Michalak[7], Jean Bouilhou, Yannick Jauzion, Vincent Clerc, William Servat, Cédric Heymans, Romain Millo-Chluski, Jean-Baptiste Poux, Jean-Baptiste Élissalde et Maxime Médard[8].

## Performances en équipe nationale

### Équipe de France

#### Les vice-champions du monde avec la France
- 1987 (2) : Éric Bonneval, Denis Charvet
- 1999 (6) : Christian Califano, Thomas Castaignède, Xavier Garbajosa, Émile Ntamack, Fabien Pelous, Franck Tournaire
- 2011 (10) : Vincent Clerc, Jean-Marc Doussain, Thierry Dusautoir, Cédric Heymans, Romain Millo-Chluski, Louis Picamoles, Jean-Baptiste Poux, William Servat, David Skrela, Maxime Médard.

#### Les vice-champions olympiques 1924
Les quatre joueurs emblématiques du triplé 1922-23-24 participent aux Jeux de 1924 :
- François Borde (qui participe également aux Jeux de 1920, toujours avec la médaille d'argent)
- Henri Galau
- Adolphe Jauréguy
- Marcel-Frédéric Lubin-Lebrère
ainsi que
- Alex Bioussa

#### Les vainqueurs duGrand Chelem
- Quatre fois : Fabien Pelous
- Trois fois : Frédéric Michalak
- Deux fois : Yannick Bru, Christian Califano, Philippe Carbonneau, Thomas Castaignède, Xavier Garbajosa, Jean-Pierre Rives, Franck Tournaire, Yannick Jauzion, Clément Poitrenaud

#### Les champions olympiques 2024
Deux joueurs remportent la médaille d'or lors des Jeux olympiques de 2024 en rugby à sept :
- Antoine Dupont
- Nelson Épée

## En sélection
- Augustin Pujol (dit Toto; 1883 - 1962), trois-quarts aile gauche du SOE Toulouse (vice-champion de France avec le Stade français en 1906) est le premier toulousain sélectionné en équipe de France (1x - international français no 5), en 1906 face aux Kiwis néo-zélandais alors en 1re tournée européenne (réussissant la 1re transformation française en match officiel). Il joua également pour les gallois de Newport.
- Alfred Mayssonnié est le seul toulousain participant au premier match français du premier Tournoi des Cinq nations, en 1910 contre le Pays de Galles. Il est également le seul toulousain à avoir remporté un championnat de France avec les quatre équipes seniors du club.
- Philippe Struxiano est le premier toulousain vainqueur des britanniques sur leurs propres terres, grâce à la première équipe de France accomplissant un tel exploit pour l'époque, en 1920 contre l'Irlande à Dublin.
- Adolphe Jauréguy est le premier français à battre les quatre nations britanniques, grâce à sa victoire sur les gallois en 1928. Il est également le premier directeur d'une tournée à l'étranger de l'équipe de France, en compagnie de son ex-coéquipier René Crabos, en 1949 en Argentine, et il reste -avec Maurice Celhay en 1937- le meilleur marqueur d'essais en match international : 4 face à la Roumanie en 1924.
- Henri Fourès fait partie de la première équipe de France à vaincre les Anglais sur leur terrain de Twickenham, en 1951.
- Roger Bourgarel est en 1969 le premier international de couleur français depuis 1906.
- Sous le capitanat de Jean-Pierre Rives, l'équipe de France s'impose face aux All Blacks chez eux, le 14 juillet 1979, à Auckland.
- Éric Bonneval (en 1987) et Émile Ntamack (en 1999) détiennent le record du nombre d'essais français marqués par un joueur dans le Tournoi des Cinq, puis des Six Nations (cinq essais).
- Pierre Villepreux et Jean-Claude Skrela, les "éternels duétistes-entraîneurs" du club (de 1982 à 1989), mènent l'équipe de France aux Grand Chelems de 1997 et 1998, ainsi qu'en finale de Coupe du monde de rugby 1999.
- Fabien Pelous est le joueur français le plus capé de l'histoire en sélection nationale (118 sélections).
- Thierry Dusautoir détient le record du nombre de capitanats avec l'équipe de France (56 capitanats).
- Frédéric Michalak détient, de 2015 à 2025, le record du nombre de points inscrits avec l'équipe de France (avec 436 points). Il est détroné par Thomas Ramos le 15 mars 2025.
- Cheslin Kolbe remporte le titre de champion du monde en 2019 avec l'équipe d'Afrique du Sud de rugby à XV. Après son départ du club en 2021, il remporte également la Coupe du monde 2023.
- Thomas Ramos détient le record du nombre de points inscrits en équipe de France (450 points au 19 mars 2025), du nombre de points marqués par un joueur français lors d'un Tournoi des Six Nations (84 points en 2023)[9] et le record du nombre de transformations inscrites avec l'équipe de France (99 transformations au 19 mars 2025).